# 克里韋湖
克里韋湖（烏克蘭語：Криве озеро），是烏克蘭的湖泊，位於該國中部切爾卡瑟州，屬於第聶伯河的流域，長4公里、寬0.13公里，最大水深2米，該湖泊中有9座島嶼。
49°45′32″N 31°31′06″E / 49.75889°N 31.51833°E